# Estádio Municipal Bruno Lazzarini
O Estádio Municipal Bruno Lazzarini, também denominado Brunão, é um estádio de futebol localizado no município de Leme, Estado de São Paulo. É o estádio onde o Lemense Futebol Clube manda seus jogos.
O nome do estádio homenageia Bruno Lazzarini, o qual foi um esportista lemense e é considerado um grande benemérito da cidade de Leme. Atualmente, o estádio tem capacidade para 7.659 espectadores sentados e está localizado na Rua José Antônio Fercen, 20 - Vila São João. Além do campo de futebol, o estádio possui uma pista de atletismo.